# جایزه بزرگ ایتالیا ۱۹۷۴
جایزه بزرگ ایتالیا ۱۹۷۴ (انگلیسی: ‎1974 Italian Grand Prix‎) یک مسابقهٔ موتوری در رشتهٔ اتومبیل‌رانی فرمول یک بود که در تاریخ ۸ سپتامبر ۱۹۷۴ در پیست ناتزیوناله مونتزا واقع در مونتزا، لمباردی، ایتالیا برگزار شد. این گراند پری در میان ۱۵ گراند پری در فصل ۱۹۷۴، مسابقهٔ شمارهٔ ۱۳ بود.
در این مسابقه که در ۵۲ دور و به مسافت ۳۰۰٫۵۶ کیلومتر (۱۸۶٫۷۵۹ مایل) برگزار شد، پول پوزیشن توسط نیکی لائودا کسب شد و سریع‌ترین زمان برای طی یک دور پیست که برابر با ۱:۳۴٫۲ بود نیز توسط کارلوس پیس به ثبت رسید.
رونی پیترسن از تیم لوتوس-فورد، امرسون فیتیپالدی از تیم مک‌لارن-فورد و جودی شکتر از تیم تایرل-فورد به‌ترتیب مقام‌های اول تا سوم مسابقه را کسب کردند.

## رده‌بندی قهرمانی پس از مسابقه
|       | جایگاه | راننده           | امتیاز |
| ----- | ------ | ---------------- | ------ |
|       | ۱      | کلی رگاتزونی     | ۴۶     |
|       | ۲      | جودی شکتر        | ۴۵     |
| ۱     | ۳      | امرسون فیتیپالدی | ۴۳     |
| ۱     | ۴      | نیکی لائودا      | ۳۸     |
| ۱     | ۵      | رونی پیترسن      | ۳۱     |
| منبع: |        |                  |        |

|       | جایگاه | سازنده      | امتیاز  |
| ----- | ------ | ----------- | ------- |
| ۱     | ۱      | مک‌لارن-فورد | ۶۱ (۶۳) |
| ۱     | ۲      | فراری       | ۵۹      |
|       | ۳      | تایرل-فورد  | ۴۹      |
|       | ۴      | لوتوس-فورد  | ۳۸      |
|       | ۵      | برابام-فورد | ۲۶      |
| منبع: |        |             |         |

یادداشت
- تنها پنج جایگاه نخست از هر رده‌بندی نمایش داده شده‌است.